# Германия на «Евровидении-2010»
Германию на конкурсе Евровидение 2010 представляла певица Лена Майер-Ландрут с песней Satellite. В финале Евровидения 2010 Германия заняла первое место.

## Финал
Являясь представителем одной из стран «Большой четверки», Лена автоматически оказалась в финале конкурса, который состоялся 29 мая 2010 года, где, согласно жеребьевке, представительница Германии выступила под 22-м порядковым номером из 25 возможных. Всего в финале Лена набрала 246 очков.
| Голоса за исполнителей от Германии в финале | Голоса за исполнителей от Германии в финале                             |
| ------------------------------------------- | ----------------------------------------------------------------------- |
| Оценка                                      | Страна                                                                  |
| 12                                          | Дания, Финляндия, Латвия, Норвегия, Испания, Швеция, Швейцария, Эстония |
| 10                                          | Албания, Бельгия, Литва, Словения, Турция                               |
| 8                                           | Босния и Герцеговина, Македония, Ирландия, Сербия                       |
| 7                                           | Польша                                                                  |
| 6                                           | Хорватия, Россия                                                        |
| 5                                           | Украина                                                                 |
| 4                                           | Кипр, Мальта, Нидерланды, Великобритания                                |
| 3                                           | Болгария, Франция, Исландия, Румыния                                    |
| 2                                           | Греция                                                                  |
| 1                                           | Азербайджан, Португалия                                                 |

| Голоса телезрителей Германии в финале | Голоса телезрителей Германии в финале |
| ------------------------------------- | ------------------------------------- |
| Оценка                                | Страна                                |
| 12                                    | Бельгия                               |
| 10                                    | Турция                                |
| 8                                     | Греция                                |
| 7                                     | Армения                               |
| 6                                     | Португалия                            |
| 5                                     | Сербия                                |
| 4                                     | Исландия                              |
| 3                                     | Франция                               |
| 2                                     | Ирландия                              |
| 1                                     | Албания                               |

## Интересные факты
- Через неделю после победы в национальном отборе ролик с песней «Satellite» был просмотрен на популярном видеохостинге YouTube более 2,5 миллионов раз (к первому полуфиналу — уже 9,7 миллиона), тем самым еще задолго до самого конкурса обогнав многих участников и победителей конкурса предыдущих годов. Три песни Лены Майер-Ландрут заняли первые три места на Немецком iTunes Store.
- Согласно ставкам на крупнейшей букмекерской компании Великобритании William Hill Германия долгое время занимала первое место, непосредственно за несколько недель до конкурса уступив место Азербайджану[4].